# Guilford megye
Guilford megye az Amerikai Egyesült Államokban, azon belül Észak-Karolina államban található. Megyeszékhelye Greensboro. Lakosainak száma 541 299 fő (2020. április 1.). Guilford megye Rockingham, Stokes, Forsyth, Davidson, Randolph és Alamance megyékkel határos.

## Népesség
A megye népességének változása:
| Lakosok száma | 489 657 | 495 165 | 501 018 | 506 610 | 517 600 | 541 299 |
|               | 2010    | 2011    | 2012    | 2013    | 2015    | 2020    |